# João de Agoult
João de Agoult (em francês:  Jean d'Agoult) foi um prelado de origem provençal, bispo nomeado de Lisboa pelo Papa Urbano VI, mas que assumiu a arquidiocese de Aix-en-Provence.

## Biografia
Foi nomeado bispo para Lisboa em 1380, embora desde 1379 fosse arcebispo de Aix-en-Provence, onde permaneceu até 1395. Nunca visitou a sé lisboeta. Deixou de prestar obediência ao Papa Urbano VI e passou a seguir o Antipapa Clemente VII.